# دانشگاه ادرار
دانشگاه ادرار (به عربی: جامعة أحمد درایة) یک دانشگاه در الجزایر است که در ادرار، الجیره واقع شده‌است.